# Nintendo Switch Sports
Nintendo Switch Sports is een sportspel dat is ontwikkeld en uitgegeven door Nintendo voor de Nintendo Switch. Het spel is uitgekomen op 29 april 2022.

## Gameplay
Nintendo Switch Sports bestaat uit drie sporten uit voorgaande delen, dit zijn tennis, bowlen en zwaardvechten (in het spel ook wel chanbara genoemd) en drie nieuwe sporten (voetbal, volleybal en badminton). Een andere sport uit een eerder deel, golf, werd ook aangekondigd en werd in de herfst van 2022 in een gratis update uitgebracht. Tijdens de Nintendo Direct van juni 2024 werd aangekondigd dat de sport Basketbal in juli 2024 zou worden uitgebracht.
Spelers gebruiken de Joy-Con van de Nintendo Switch op dezelfde manier als de andere Wii Sports-spellen, en positioneren ze op een manier die lijkt op de eigenlijke sport. De gyroscoop die in de Joy-Con is ingebouwd, wordt gebruikt om beweging in het spel te simuleren, in vergelijking met het gebruik van de Wii-afstandsbediening (en af en toe de Nunchukaccessoire) om beweging te simuleren in de andere games in de serie.
Naast Mii-personages zijn er nieuwe avatars genaamd "Sportsmates" geïntroduceerd met gedetailleerde haren, gezichten, armen en benen. Bovendien wordt het beenbandaccessoire dat in Ring Fit Adventure is geïntroduceerd, opgenomen in de fysieke versie van het spel en kan het worden gebruikt bij voetbal. Tijdens de release zal de beenriem alleen werken voor de Voetbal Shootout-modus, na een geplande update zal extra functionaliteit worden toevoegen om de beenband ook te gebruiken voor voetbalwedstrijden.
Het spel ondersteunt een multiplayer-modus, zowel lokaal op hetzelfde systeem als online. Online is het mogelijk om met vrienden te spelen en willekeurige matchmaking.

## Ontwikkeling
Het spel werd aangekondigd tijdens een Nintendo Direct op 9 februari 2022, met een releasedatum van 29 april 2022. Een gratis te spelen online playtest van het spel om de functionaliteit en stabiliteit van het online spelen te testen, kon op 15 februari 2022 worden geregistreerd voor mensen met een Nintendo Switch Online-abonnement. De playtest was beschikbaar om te spelen tijdens specifieke tijden op 18 tot 20 februari 2022.